# Apollodor von Artemita
Apollodoros von Artemita (deutsch Apollodor) war ein antiker griechischer Geschichtsschreiber aus Artemita, ca. 90 km nördlich von Seleukia am Tigris gelegen. Er lebte ungefähr im späten 2. oder im 1. Jahrhundert v. Chr. als Grieche im Partherreich.
Apollodor stammte aus Artemita, einer Stadt in einem Gebiet um die Stadt Apollonia (deshalb Apolloniatis, sonst auch Sittakene) in Assyrien, die noch die griechische Kultur des Seleukidenreiches aufrechterhielt. 
Apollodor schrieb eine Geschichte des Partherreichs (Parthika) in mindestens vier Büchern. Das Werk, das als durchaus zuverlässig galt, ist nicht erhalten. Es wurde vor allem von Strabon herangezogen, aber auch von Athenaios und möglicherweise von Pompeius Trogus benutzt. Auf welche Quellen sich Apollodor stützte, ist unbekannt. Strabon zitiert einige Passagen, die vom Abfall Baktriens vom Seleukidenreich berichten.

## Textausgaben
- Die Fragmente der griechischen Historiker Nr. 779 und Brill’s New Jacoby (mit englischer Übersetzung, Kommentar und biographischer Skizze von Alexis D’Hautcourt).